# Coimbra (kerület)
Coimbra kerület (portugálul: Distrito de Coimbra) Portugália középső részén, Centro régióban található közigazgatási egység. Északról Aveiro és Viseu kerületek, keletről Guarda és Castelo Branco kerületek, délről Leiria kerület, nyugatról pedig az Atlanti-óceán határolja. Nevét székhelye, Coimbra város után kapta. Területe 3947 km², ahol 441 245 fős népesség él.

## Községek
Coimbra kerületben 17 község (município) található, melyek a következők:

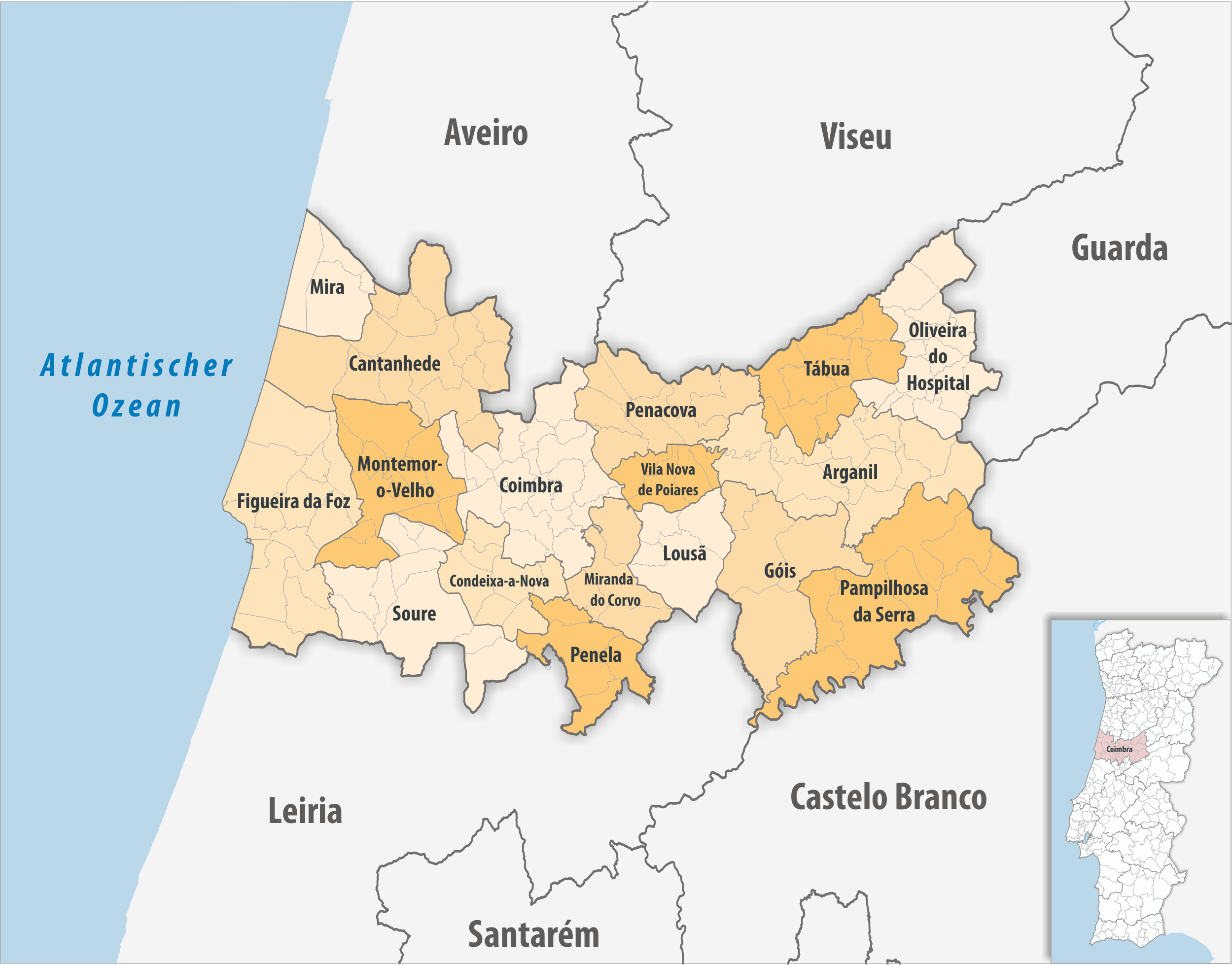
Coimbra kerület községei

- Arganil
- Cantanhede
- Coimbra (székhely)
- Condeixa-a-Nova
- Figueira da Foz
- Góis
- Lousã
- Mira
- Miranda do Corvo
- Montemor-o-Velho
- Oliveira do Hospital
- Pampilhosa da Serra
- Penacova
- Penela
- Soure
- Tábua
- Vila Nova de Poiares

## Fordítás
Ez a szócikk részben vagy egészben  a   Coimbra District című angol Wikipédia-szócikk ezen változatának fordításán alapul.  Az eredeti cikk szerkesztőit annak laptörténete sorolja fel. Ez a jelzés csupán a megfogalmazás eredetét és a szerzői jogokat jelzi, nem szolgál a cikkben szereplő információk forrásmegjelöléseként.